# Helen Brooke Taussig
Helen Brooke Taussig (Cambridge, 24 mei 1898 - Kennett Square, 20 mei 1986) was een Amerikaanse cardiologe, werkzaam in Baltimore en Boston, en was grondlegger van de kindercardiologie. Ze ontwikkelde het concept voor een procedure die het leven zou verlengen van kinderen geboren met Tetralogie van Fallot (de meest voorkomende oorzaak van het blauwebabysyndroom). Dit concept werd in de praktijk toegepast als een procedure die bekend staat als de Blalock-Thomas-Taussig-shunt, ontwikkeld door Alfred Blalock en Vivien Thomas, collega's van Taussig in het Johns Hopkins Hospital.

## Biografie
Helen Brooke Taussig werd op 24 mei 1898 geboren in Cambridge, Massachusetts, als dochter van F.W. Taussig en Edith Thomas Guild, de jongste van vier kinderen. Haar vader was een econoom aan de Harvard-universiteit en haar moeder was een van de eerste studenten aan het Radcliffe College, een vrouwenuniversiteit.
Toen Taussig 11 jaar oud was, stierf haar moeder aan tuberculose. Helen kreeg ook de ziekte en was een aantal jaren ziek, wat haar vermogen om schoolwerk te doen ernstig aantastte. Ze worstelde ook met ernstige dyslexie tijdens haar vroege schooljaren en was gedeeltelijk doof. Ondanks dit deed ze het goed op school dankzij haar ijverige werk en uitgebreide bijlessen van haar vader.
Ze studeerde af aan de Cambridge School for Girls in 1917 en studeerde vervolgens twee jaar aan het Radcliffe College waarna ze een bachelor-graad en een Phi Beta Kappa-lidmaatschap behaalde aan de Universiteit van Californië - Berkeley in 1921. Nadat ze afstudeerde, wilde Taussig studeren aan de Harvard Medical School, maar het medische programma accepteerde geen vrouwen (dit was het geval tot 1945, hoewel de eerste vrouw zich bijna 100 jaar eerder had aangemeld, in 1847). Het programma accepteerde in theorie wel vrouwen, maar gaf ze geen diploma. Toen Taussig dit hoorde van de decaan van de medische school, vroeg ze waarom iemand zou willen deelnemen zonder enige hoop op een diploma, waarop de decaan antwoordde: "Dat hopen we."
Taussig volgde uiteindelijk lessen aan de Universiteit van Boston in histologie, bacteriologie en anatomie, zonder de verwachting een graad te behalen. Ze moest apart van haar mannelijke collega's achterin collegezalen zitten en mocht niet met hen praten. Als anatomiestudent aan de universiteit van Boston publiceerde ze in 1925 haar eerste wetenschappelijke artikel over studies van de hartspieren van ossen, samen met Alexander Begg. Met de aanmoediging van haar professor Alexander Begg, solliciteerde Taussig om over te stappen naar de Johns Hopkins University School of Medicine, een van de weinige medische scholen die destijds vrouwen toeliet, en werd aangenomen als een volwaardige kandidaat. Na het behalen van haar MD-graad in 1927 aan de Johns Hopkins Uiversity, bleef Taussig daar een jaar als cardiologie-assistente en twee jaar als stagiaire pediatrie en ontving ze twee Archibald Fellowships, verspreid tussen 1927 en 1930. Taussig wilde zich specialiseren in Interne geneeskunde, maar er was maar een positie beschikbaar voor een vrouw op dat gebied en die was al bezet, daarom besloot ze zich te specialiseren in kindergeneeskunde en kwam terecht in de kindercardiologie, een vakgebied dat nog in de kinderschoenen stond.

## Blalock-Thomas-Taussig-shunt

### Concept
De vroege carrière van Taussig in kindercardiologie bij Johns Hopkins bestond uit het bestuderen van baby's met aangeboren hartafwijkingen en reumatische koorts, een ontsteking van het hart en andere organen als gevolg van bacteriële infectie, die destijds een belangrijke oorzaak van kindersterfte was. In het begin van de twintigste eeuw vormde reumatische hartziekten het grootste deel van het klinische cardiologische werk. Aangeboren hartafwijkingen werden als hopeloze curiositeiten beschouwd, aangezien de chirurgische middelen om ze te corrigeren uiterst onontwikkeld waren, zodat er relatief weinig kon worden gedaan om de vroege dood van patiënten met deze aandoeningen te voorkomen.
Daarna werd ze ingehuurd als hoofd van het Harriet Lane Home, de pediatrische afdeling van Johns Hopkins, waar ze van 1930 tot 1963 diende. Taussig maakte gebruik van fluoroscopie als diagnostisch hulpmiddel en ontwikkelde een bijzondere interesse in zuigelingen met cyanose, vaak veroorzaakt door de hartafwijking Tetralogie van Fallot. Cyanose wordt veroorzaakt wanneer er onvoldoende zuurstofrijk bloed door het lichaam circuleert en staat bij zuigelingen bekend als het blauwebabysyndroom. Taussig wordt het meest herinnerd vanwege haar rol in de ontwikkeling van een chirurgische behandeling voor deze aandoening, de Blalock-Thomas-Taussig-shunt.
Een nieuwe operatie, voor het eerst uitgevoerd in 1939 door Robert Gross, corrigeerde een veelvoorkomend hartprobleem bij kinderen: persistente ductus arteriosus. De ductus arteriosus is een klein bloedvat dat de longslagader verbindt met de aorta van een foetus. Omdat de foetus zuurstof krijgt via de placenta van de moeder en niet via zijn eigen longen, die met vocht gevuld zijn en nog niet functioneel zijn, biedt dit vat een kortere weg, waarbij de longen worden omzeild en een efficiëntere afgifte van zuurstofrijk bloed rond het lichaam van de foetus mogelijk wordt. Bij de meeste zuigelingen sluit de ductus arteriosus zich binnen een paar weken na de geboorte, zodat het bloed naar de longen stroomt om van zuurstof te worden voorzien; als het open blijft, wordt de normale bloedstroom verstoord. Deze nieuwe chirurgische procedure sloot het bloedvat kunstmatig af.
Tijdens deze periode merkte Taussig op dat zuigelingen met cyanotische hartafwijkingen zoals de Tetralogie van Fallot of longatresie het vaak opmerkelijk beter deden als ze ook een open ductus arteriosus hadden, met minder ernstige symptomen en een langere overleving. Over het algemeen begonnen of verergerden cyanotische symptomen vaak kort na de geboorte, een verandering waarvan Taussig vermoedde dat deze werd veroorzaakt door de natuurlijke sluiting van de ductus arteriosus. Bij cyanotische kinderen wordt de bloedstroom van het hart naar de longen via de longslagader vaak verstoord en Taussig dacht dat het chirurgisch creëren van een kunstmatige ductus die deze twee bloedvaten met elkaar verbindt, de bloedstroom naar de longen zou kunnen vergroten en dit probleem zou kunnen verlichten, waardoor de overleving zou toenemen. Ze bracht het idee naar Robert Gross maar hij was sceptisch en vertelde haar naar verluidt: "Ik heb al genoeg moeite om de ductus arteriosus te sluiten. Ik wil zeker niet proberen een kunstmatige te maken.".

### De eerste operaties
Twee jaar later kreeg Taussig de medewerking van Johns Hopkins' nieuwe chef chirurgie Alfred Blalock en zijn laboratoriumassistent Vivien Thomas. De drie ontwikkelden een operatie die nu bekend staat als de Blalock-Thomas-Taussig-shunt. Oorspronkelijk werd het de Blalock-Taussig-shunt genoemd omdat de kritische inbreng van Vivien Thomas over het hoofd werd gezien vanwege zijn niet-academische rol en vanwege zijn ras.
Na uitgebreide experimenten op ongeveer 200 honden, voerden Blalock en Thomas op 9 november 1944 de eerste operatie uit op een menselijke patiënt. Eileen Saxon, een baby van 15 maanden oud, was eerder die maand met een ernstig ondergewicht van slechts vijf kg op de spoedafdeling aangekomen, was paarsblauw van kleur en kon nauwelijks een slokje drinken zonder naar adem te happen. Taussig diagnosticeerde haar met Tetralogie van Fallot, een diagnose die betekende dat ze zonder tussenkomst zeker niet volwassen zou worden. De ingreep was meteen een succes, Eileens kleur werd snel weer normaal, ze kon makkelijker melk drinken en kwam een paar kilo aan. Twee maanden na de operatie werd ze ontslagen uit het ziekenhuis. Een paar maanden later werd ze echter weer cyanotisch en stierf kort voor haar tweede verjaardag. Ondanks Eileens dood was de operatie het bewijs dat de Blalock-Thomas-Taussig-shunt in principe kon worden gebruikt om het leven van kinderen met cyanotische hartziekte te verlengen.
In 1945 was deze operatie uitgevoerd bij in totaal drie zuigelingen met pulmonalisstenose en pulmonalisatresie. Zoals Alfred Blalock en Helen Taussig schreven in het Journal of the American Medical Association: "Tot nu toe was er geen bevredigende behandeling voor pulmonalisstenose en pulmonalisatresie. Een "blauwe" baby met een misvormd hart werd beschouwd als buiten het bereik van chirurgische hulp. Tijdens de afgelopen drie maanden hebben we drie kinderen geopereerd met ernstige gradaties van pulmonalisstenose en elk van de patiënten lijkt er veel baat bij te hebben.In het tweede en derde geval, waarbij er sprake was van diepe aanhoudende cyanose, is de cyanose sterk verminderd of verdwenen en de algemene toestand van de patiënten is proportioneel verbeterd." Na dit rapport en lezingen gegeven door Blalock en Taussig op conferenties in Europa en Amerika, werd de procedure snel wereldwijd geaccepteerd.

### Nalatenschap
Met de internationale bekendheid die deze operatie trok, begonnen ouders over de hele wereld naar Baltimore te komen om hun "blauwe baby's" te laten behandelen door Blalock en Taussig. De snelle toestroom van toekomstige patiënten was zo groot dat de kliniek het moeilijk had om deze het hoofd te bieden en medici van over de hele wereld kwamen om te helpen en kennis te delen. In 1951 had het team meer dan 1.000 kinderen geopereerd en de operatie had een sterftecijfer van slechts 5%.
Een van de belangrijkste voordelen van deze operatie was dat kinderen het vermogen kregen om actief te spelen zonder de snelle uitputting en frequent bewustzijnsverlies dat gewoonlijk het gevolg is van cyanotische hartafwijkingen. Helen Taussig bewaarde naar verluidt een brief op haar schoorsteenmantel van de twaalfjarige Jean-Pierre Cablan, geschreven nadat hij de procedure had ondergaan: "Je suis maintenant un tout autre petit garcon ... je vais pouvoir aller jouer avec mes petits camarades." ("Ik ben nu een compleet nieuwe jongen... ik zal met de andere kinderen kunnen spelen.") Vaak was er ook een onmiddellijke verbetering van het niveau van cyanose te zien. Taussig herinnerde zich later: "Ik veronderstel dat niets me ooit zoveel vreugde zou schenken als de eerste patiënt te zien veranderen van blauw naar roze in de operatiekamer." Ten tijde van Taussig werden door de shuntprocedure tienduizenden kinderlevens gered.
In de 21e eeuw is de Blalock-Thomas-Taussig-shunt nuttig voor het verlengen van het leven en het verbeteren van de gezondheid van zuigelingen voordat hartafwijkingen definitief kunnen worden hersteld, gewoonlijk als de eerste fase van de Norwood-procedure. Het stelt baby's in staat om te overleven en aan te komen voordat later meer complexe operaties worden geprobeerd en wordt gebruikt bij de zorg voor patiënten met Tetralogie van Fallot, pulmonalisatresie en meer zeldzame en complexe afwijkingen.

## Verdere carrière
Als arts was Taussig een pionier in het gelijktijdig gebruik van röntgenstralen en fluoroscopie om veranderingen in het hart en de longen van een baby op een minder ingrijpende manier te onderzoeken en was zeer bekwaam in het diagnosticeren van hartaandoeningen door de hartslag met haar vingertoppen te voelen, in plaats van te luisteren met een stethoscoop. Naast haar dagelijkse klinische werk als kinderarts, was Taussig ook een ervaren academisch arts. Ze publiceerde 100 wetenschappelijke artikelen gedurende haar carrière, waarbij ze verschillende aspecten van cardiologie in overweging nam, waaronder biomedische ethiek en de evolutionaire oorsprong van hartziekten. In haar onderzoek naar de langetermijnuitkomsten van ontvangers van de shunt, bleef Taussig in contact met veel van haar patiënten terwijl ze opgroeiden naar volwassenheid en middelbare leeftijd.
In 1947, na een decennium van materiaal verzamelen, publiceerde Taussig haar magnum opus, Congenital Malformations of the Heart, beschouwd als de fundamentele tekst van pediatrische cardiologie als een onafhankelijk vakgebied. Het boek werd uitgebreid tot twee delen voor een tweede editie, gepubliceerd in 1960.
Taussig werd later universitair hoofddocent aan de Johns Hopkins School of Medicine Ze werd in 1959 gepromoveerd tot hoogleraar. Destijds was ze pas de tweede vrouw die de status van hoogleraar aan de universiteit bereikte. Ze bleef de directeur van het Harriet Lane Home tot haar pensionering in 1963. De meeste kinderklinieken waren destijds gericht op reumatische koorts, de belangrijkste oorzaak van kindersterfte, maar dankzij de ervaring van Taussig kon het Harriet Lane Home ook gespecialiseerde zorg bieden aan kinderen met een aangeboren hartaandoening. Het werd een wereldwijd toonaangevend centrum waar aspirant-chirurgen naartoe kwamen.
Samen met cardioloog Richard Bing was Taussig in 1949 de eerste die een hartaandoening beschreef die nu bekend staat als het Taussig-Bing-syndroom, een zeldzame aangeboren hartaandoening waarbij de aorta, die verondersteld wordt zuurstofrijk bloed uit de linker hartkamer te vervoeren, in plaats daarvan is verbonden met de rechterkamer en zuurstofarm bloed levert aan het lichaam. Verschillende alternatieve methoden voor het chirurgisch corrigeren van dit defect zijn geprobeerd in de afgelopen decennia sinds het probleem voor het eerst werd beschreven en de overlevingspercentages na chirurgische ingrepen zijn de afgelopen decennia sterk verbeterd.

### Verbod op thalidomide
Rond 1960 werden er in Duitsland, België en Nederland veel meer baby's dan normaal geboren met focomelie, een voorheen zeer zeldzame aandoening waarbij ledematen afwezig of klein en abnormaal gevormd zijn. De Duitse kinderarts Widukind Lenz was de eerste die een verband legde met de toenemende frequentie van deze aandoening en thalidomide, een medicijn dat destijds een populair slaapmiddel was met de handelsnaam "Softenon", en vaak door zwangere vrouwen werd ingenomen om ochtendmisselijkheid tegen te gaan. Wanneer het echter tussen dag 35 en 49 van een zwangerschap wordt ingenomen, blokkeert het de normale ontwikkeling van ledematen en veroorzaakt het focomelie.
Nadat ze in januari 1962 van een van haar studenten over deze kwestie had gehoord, reisde Taussig naar Duitsland en onderzocht enkele van deze kinderen. Ze kwam tot dezelfde conclusie als Lenz, namelijk dat thalidomide tijdens de zwangerschap focomelie veroorzaakte. Ze vloog terug naar Amerika en lanceerde een campagne om te proberen de hangende goedkeuring van thalidomide door de FDA te stoppen, sprak op het American College of Physicians, schreef in kranten en tijdschriften en getuigde voor het Congres in 1967. De inspanningen van haar en anderen wierpen vruchten af: het medicijn werd verboden in de Verenigde Staten en Europa.

## Pensioen en overlijden
Taussig ging in 1963 formeel met pensioen bij Johns Hopkins, maar bleef lesgeven, lezingen geven en lobbyen voor verschillende doelen. Bovendien bleef ze wetenschappelijke artikelen schrijven (van de in totaal 129 die Taussig schreef, waren er 41 na haar pensionering). Ze pleitte voor het gebruik van dieren in medisch onderzoek en voor gelegaliseerde abortus, evenals voor de voordelen van palliatieve zorg en hospice.
In 1977 verhuisde Taussig naar een bejaardentehuis in Kennett Square, Pennsylvania. Ze was altijd actief en maakte regelmatig reizen naar de Universiteit van Delaware voor onderzoekswerk. Op het moment van haar dood deed ze onderzoek naar de genetische basis voor aangeboren hartafwijkingen bij vogels.
Op 20 mei 1986, vier dagen voor haar 88ste verjaardag, reed Taussig met een groep vrienden om te stemmen bij lokale verkiezingen toen haar auto op een kruispunt in botsing kwam met een ander voertuig. Ze stierf ongeveer een uur later in het Chester County Hospital.

## Onderscheidingen
Tijdens haar carrière verkreeg Taussig meer dan 20 eredoctoraten. Ze werd in 1947 geridderd in het Legioen van Eer en kreeg een groot aantal onderscheidingen, waaronder de Presidential Medal of Freedom, in 1964 uitgereikt door president Lyndon B. Johnson. In 1965 was ze de eerste vrouw en eerste kinderarts die tot president van de American Heart Association werd gekozen. Taussig werd in 1973 opgenomen in de National Women's Hall of Fame. Een van de colleges van de Johns Hopkins School of Medicine werd naar haar vernoemd, alsook het Helen B. Taussig Congenital Heart Disease Center.
In 1994 werd een inslagkrater op de planeet Venus naar haar vernoemd.
- Bibsys: 90203790
- Gemeinsame Normdatei: 122201582
- International Standard Name Identifier: 0000 0000 8378 7697
- Library of Congress Control Number: n85244859
- Nationale Bibliotheek van Tsjechië: nlk20000089252
- Nationale Bibliotheek van Israël: 987007342887705171
- Nederlandse Thesaurus van Auteursnamen: 071619593
- SNAC: w6sb52x7
- Système universitaire de documentation: 087765306
- Virtual International Authority File: 45176885
- WorldCat: E39PBJpYB9bwXJMwyBqw7fhWDq